# مامدانلو
مامدانلو، روستایی از توابع بخش نوخندان شهرستان درگز در استان خراسان رضوی ایران است.

## جمعیت
این روستا در دهستان درونگر قرار دارد و براساس سرشماری مرکز آمار ایران در سال ۱۳۸۵، جمعیت آن ۲۰۱ نفر (۵۴خانوار) بوده‌است.